# Regierungsbezirk

Tysklands administrativa indelning

Regierungsbezirk (regeringsdistrikt), plural Regierungsbezirke, är en administrativ enhet i fyra av Tysklands förbundsländer, som ligger mellan förbundsland och krets (Landkreis/Kreis) respektive kretsfria städer. Ett Regierungsbezirk är en statlig myndighet under respektive förbundsland och inte en kommunal enhet.

## Historia
De första regeringsområdena grundades under de preussiska reformerna åren 1808–1816, då Preussen indelade sina provinser i 25 Regierungsbezirke.  I Preussen var det den närmaste underavdelningen under provinsen och av ungefär samma storlek som länen i mellersta och södra Sverige. Kungariket Bayern var indelat i 8 regeringsområden (eller kretsar), vart och ett med en president och en kollegial Bezirksregierung, fördelad på 2 kamrar, vardera bestående av en direktor, 3–6 rådmän samt flera assessorer och andra tjänstemän. I motsats till förhållandet i Preussen hade regeringsområdet i Bayern en representation, Landrat. I kungariket Sachsen, som var indelat i 5 regeringsområden, hette dessas styrelse Kreishauptmannschaft. Provinsen Sachsen hade likaså Regierungsbezirk.

## Regierungsbezirke i Förbundsrepubliken Tyskland

Tysklands Regierungsbezirke, 1981-2008.

Regierungsbezirke finns i fyra av Tysklands sexton förbundsländer. 
Dessa är 
- Baden-Württemberg
  - Regierungsbezirk Freiburg
  - Regierungsbezirk Karlsruhe
  - Regierungsbezirk Stuttgart
  - Regierungsbezirk Tübingen
- Bayern
  - Regierungsbezirk Mittelfranken
  - Regierungsbezirk Niederbayern
  - Regierungsbezirk Oberbayern
  - Regierungsbezirk Oberfranken
  - Regierungsbezirk Oberpfalz
  - Regierungsbezirk Schwaben
  - Regierungsbezirk Unterfranken
- Hessen
  - Regierungsbezirk Darmstadt
  - Regierungsbezirk Gießen
  - Regierungsbezirk Kassel
- Nordrhein-Westfalen
  - Regierungsbezirk Arnsberg
  - Regierungsbezirk Detmold
  - Regierungsbezirk Düsseldorf
  - Regierungsbezirk Köln
  - Regierungsbezirk Münster

## Förbundsländer utan Regierungsbezirke

### Stadsstater
De till ytan små förbundsländerna Berlin, Hamburg och Bremen har som stadsstater inte denna typ av underindelning; de administrativa stadsdelsområdena kallas här Bezirk (Berlin och Hamburg) respektive Stadtbezirk (Bremen), men dessa är kommunala underenheter istället för delstatliga myndigheter. I Berlin och Hamburg har dessa direktvalda parlamentariska församlingar; i Bremen finns istället stadsdelsfullmäktige (Beiräte) för varje stadsdel, som är nivån under Stadtbezirk.

### Övriga förbundsländer
I de nio förbundsländer som varken är stadsstater eller har Regierungsbezirke är Kreis eller Landkreis respektive kretsfri stad den högsta administrativa underindelningen, men dessa fungerar här som sekundärkommuner och inte som delstatliga myndigheter.
Fyra förbundsländer har avskaffat sina regeringsdistrikt under 2000-talet. Dessa förbundsländer är Niedersachsen (2005), Rheinland-Pfalz (2000), Sachsen-Anhalt (2004) och Sachsen (sedan 1 mars 2012; här fick regeringsdistrikten benämningen Direktionsbezirke den 1 augusti 2008  i samband med en förvaltningsreform; de tre Direktionsbezirke lades samman till en enda myndighet, Landesdirektion Sachsen den 1 mars 2012).
Förbundsländerna Brandenburg, Mecklenburg-Vorpommern och Thüringen, som tidigare tillhörde Östtyskland, samt de västtyska förbundsländerna Schleswig-Holstein och Saarland, har aldrig haft regeringsdistrikt sedan sina respektive inträden i Förbundsrepubliken Tyskland.

## Historiska Regierungsbezirke

### I Förbundsrepubliken Tyskland
Fyra av dagens tyska förbundsländer har haft Regierungsbezirke eller motsvarande indelningar men avskaffat dem under 2000-talet.
- Rheinland-Pfalz (avskaffade 1999):
  - Regierungsbezirk Rheinhessen-Pfalz
  - Regierungsbezirk Trier
  - Regierungsbezirk Koblenz
- Sachsen-Anhalt (avskaffade 2003):
  - Regierungsbezirk Dessau
  - Regierungsbezirk Halle
  - Regierungsbezirk Magdeburg
- Niedersachsen (avskaffade 2004):
  - Regierungsbezirk Braunschweig
  - Regierungsbezirk Hannover
  - Regierungsbezirk Lüneburg
  - Regierungsbezirk Weser-Ems
- Sachsen (avskaffade 2012):
  - Direktionsbezirk Chemnitz
  - Direktionsbezirk Dresden
  - Direktionsbezirk Leipzig

### Preussens Regierungsbezirke
Regierungsbezirk var även ett administrativt område i Preussen under kungadömet, Tyska kejsardömet, Weimarrepubliken och Nazityskland. Regierungsbezirk utgjorde där nivån mellan provinserna och kreise, och därmed den näst högsta underindelningen i det preussiska kungadömet, sedermera Fristaten Preussen.
- Provinsen Brandenburg
  - Regierungsbezirk Frankfurt
  - Regierungsbezirk Potsdam
- Provinsen Hannover
  - Regierungsbezirk Aurich
  - Regierungsbezirk Hannover
  - Regierungsbezirk Hildesheim
  - Regierungsbezirk Lüneburg
  - Regierungsbezirk Osnabrück
  - Regierungsbezirk Stade
- Provinsen Hessen-Nassau
  - Regierungsbezirk Kassel
  - Regierungsbezirk Wiesbaden
- Provinsen Hohenzollern
  - Regierungsbezirk Sigmaringen
- Provinsen Ostpreussen
  - Regierungsbezirk Allenstein
  - Regierungsbezirk Gumbinnen
  - Regierungsbezirk Königsberg
- Provinsen Pommern
  - Regierungsbezirk Köslin
  - Regierungsbezirk Stettin
  - Regierungsbezirk Stralsund
- Provinsen Posen
  - Regierungsbezirk Bromberg
  - Regierungsbezirk Posen
- Rhenprovinsen
  - Regierungsbezirk Aachen
  - Regierungsbezirk Düsseldorf
  - Regierungsbezirk Koblenz
  - Regierungsbezirk Köln
  - Regierungsbezirk Trier
- Provinsen Sachsen
  - Regierungsbezirk Erfurt
  - Regierungsbezirk Magdeburg
  - Regierungsbezirk Merseburg
- Provinsen Schlesien
  - Regierungsbezirk Breslau
  - Regierungsbezirk Liegnitz
  - Regierungsbezirk Oppeln
- Provinsen Schleswig-Holstein
  - Regierungsbezirk Schleswig
- Provinsen Westfalen
  - Regierungsbezirk Arnsberg
  - Regierungsbezirk Minden
  - Regierungsbezirk Münster
- Provinsen Westpreussen
  - Regierungsbezirk Danzig
  - Regierungsbezirk Marienwerder